# 竜電剛至
竜電 剛至（りゅうでん ごうし、1990年11月10日 - ）は、山梨県甲府市出身で高田川部屋所属の現役大相撲力士。本名は渡邊 裕樹（わたなべ ゆうき）。身長189cm、体重162kg、血液型はAB型。得意手は左四つ、両差し、寄り。最高位は西小結（2019年7月場所）。好物は信玄餅、ハンバーグ、麺類（特にパスタ）。

## 人物

### 少年時代
兄の影響で小1から柔道を始める。小学校卒業後は、柔道の強豪であった隣の甲斐市にある竜王中に進学し、柔道に取り組んでいた。
中学2年の時に身長は180cmあり、柔道部の1年後輩で後に竜電の付け人となった勝武士をスカウトしようと中学校にやってきた9代高田川（当時・16代千田川）に勧誘される。これは他に「もう一人体の大きな子」がいると校長が勧めたことによるものだった。それまで相撲については全く知らず、柔道での高校進学の誘いもあったが、親方の「男の中の男になれ」という言葉に胸を打たれ、中学3年の夏に入門を決意した。
ちなみに兄は同じ竜王中卒業後、前橋育英高に進学。関東大会2位、高校総体でベスト8になる実力で、国士舘大学柔道部に所属していた。
「兄は結構強い選手で有名だったから、自分は『相撲で有名になろう』という気持ちがあった。中学の時は、柔道で伸び悩んでいる感じもあったので」とも述べている。しかし中学3年の10月には自身も柔道の県大会で優勝している。

### 大相撲入門後
中学卒業後の2006年3月場所に高田川部屋から初土俵。同期には栃ノ心、境澤、政風らがいる。四股名は出身校の「竜王中」と、雷電爲右エ門から取ったもの。
とんとん拍子で、初土俵から2年後の2008年3月場所で新幕下へ駆け上がったが、2勝5敗と大敗。2度目の幕下となる同年11月場所でも3勝4敗と負け越しを喫した。
翌2009年1月場所は初日に黒星を喫した後は6連勝し、勝ち越し。その後も幕下で取り続け、同年7月場所では6勝1敗と好成績を残し、優勝決定戦まで進出したが、翌場所新十両となった双大竜に敗れる。同年9月場所では幕下46枚目から19枚目まで躍進し、4勝3敗。11月場所では自身最高位となる幕下15枚目で5勝2敗という好成績を残した。同い年である千賀ノ浦部屋の舛ノ山（ただし入門は2場所後）と共に、初の平成生まれの関取候補として、また近年では珍しい叩き上げの日本人力士ホープとして注目を浴びていた。
師匠の9代高田川は「将来は横綱にする」、また相撲教習所の顧問だった14代中立や17代大嶽（当時・19代山響）の両親方からは「素直で真面目。人の話を良く聞いてやろうとする姿勢が見える。強くなりたいという意思がある」という高い評価を受けている。
しかし、この期待を受けた矢先の2010年1月・3月場所は2場所連続で負け越し失速。特に同年3月場所の貴ノ岩戦では頭から土俵に落ちて脳震盪を起こし、車椅子で運ばれるという屈辱を味わった。この負け越しにより同年年の十両昇進はほぼ絶望的となった。
一時は幕下下位まで番付を落とし、この間に2010年11月場所新十両の髙安、舛ノ山を筆頭に、数名の平成生まれ力士が十両に昇進。部屋の弟弟子である達（当時）に初めて番付で追い越された。
このことも一因で発奮し、2012年9月場所は東幕下12枚目の地位で7戦全勝とし、幕下優勝を決めた。この好成績により、翌11月場所での新十両昇進が決まった。この昇進により竜電は、1990年5月場所で十両に昇進した元十両秀ノ花以来22年ぶりの山梨県出身関取となった。更に、高田川部屋を9代高田川（安芸乃島）が継承してからは初めての関取誕生となった。
新十両の同年11月場所では序盤こそ奮闘していたが、その後8日目に右股関節を骨折し、翌9日目から途中休場した。幕下に転落した次の場所は皆勤したが負け越し、その後は怪我のため途中休場した1場所を挟んで6場所連続休場。9代高田川によると、計3回、同じ部位を骨折し、医師からは再起は難しいのではないかと言われたという。再十両となった後も新十両に上がった時の稽古量はこなせていない。折れた箇所は腰の骨であり、検査を受けると医師からは「ここは、トラックと衝突した時に折れるような箇所だ」と驚かれ、少しずれていれば一生歩けなくなる危険性があったことも伝えられた。絶望して泣いた竜電であったが、9代高田川は「大丈夫か?」などといってしまうと余計に落ち込ませるだろうと考え「お前が悪い、骨が折れるのが悪いんだ」と敢えて突き放し、後援者に9代高田川は「これは神様が与えてくれたチャンス。鍛え直すチャンスを大事にしないといけない」と説明した。
序ノ口にまで番付を落とした2014年1月場所も初日から休場したが、全休すれば番付外に転落してしまうため、「番付外に落ちると自分が力士ではなくなるような気がした」という本人の意向もあって、十分に回復はしていない中で7番相撲だけ出場し、3場所ぶりに白星を挙げた。翌3月場所から7月場所にかけても同様の星取が見られた。完全復活したのは9月場所であり、この場所は10場所ぶりの皆勤出場で7戦全勝の序ノ口優勝を果たした。翌11月場所（序二段）とその次の2015年1月場所（三段目）も7戦全勝で優勝している。続く3月場所で幕下に復帰すると、復帰後初めての負け越しに終わり、以後は一進一退が続いた。
2016年5月場所では千秋楽の相撲で勝てば十両復帰という状況で敗れてしまい、負け越した。同年9月場所では十両陥落後の最高位となる西幕下2枚目の地位で7番目の十両・若乃島戦に勝って4勝3敗と勝ち越し、場所後の番付編成会議で丸4年ぶりとなる十両復帰が決まった。これは昭和以降3番目に低い番付からの十両復帰である。再十両を果たした際に竜電は「とにかくいい相撲をとりたい。早く幕内に上がり、いずれは横綱を目指したい」と意欲を見せ、9代高田川は「正々堂々の真っ向勝負で、スピーディーな相撲をとってほしい」と期待を込めた。また、後年のインタビューでは、弟弟子の輝が関取になって個室を貰ったり9代高田川と一緒に食事を行っているのを見て「オレも」と思ったことを語っている。その11月場所では12日目に勝ち越しを決め、「4年前にできなかったことができて良かった。諦めなくて良かった」とコメントした。
翌2017年1月場所も9勝6敗と勝ち越し。しかし3月場所前には9代高田川から「勝負弱い! あいつの素質からすれば10勝して当然なんです」と手厳しいコメントがスポーツ紙に寄せられた。その3月場所は初日から5連敗するなど散々な立ち上がりであり、6日目から13日目までは6勝2敗と盛り返した。だが結局14日目に負け越しを確定させ、そのまま千秋楽も負けて6勝9敗になり、9代高田川の期待に応えることはできなかった。
場所後、4月の春巡業では連日、朝稽古で積極的に申し合いに参加した。ときには幕下力士とも相撲を取るなど必死さを見せ、「相撲を取っていかないと相撲を取れなくなる」と禅問答のようなコメントを残した。5月9日に尾車部屋で行われた二所ノ関一門の連合稽古では、十両の申し合いで最初に土俵に入り「（攻めが）遅いんだ。何だその相撲は」「膝が伸びきっているから力が出ないんだ」と9代高田川の厳しいゲキを受けて合計16番取った。その後は稀勢の里、白鵬の両横綱の稽古を見つめて自らの糧にした。
そして迎えた5月場所は、5日目まで2勝3敗と出遅れた。6日目から10日目まで5連勝したものの、11日目と12日目を連敗。幕下陥落の危機となったが、13日目に勝って勝ち越しを確定させ、9勝6敗と関取残留を果たした。同年10月5日に行われた秋巡業八千代場所では申し合いを6番行った。6日の横浜場所の朝稽古では10番申し合いを行った。8日の富士場所では十両の申し合いに参加し、14番取った。自己最高位となる西十両2枚目で迎えた11月場所は、13日目に勝ち越しを決めて8勝7敗。これで4場所連続での勝ち越しとして、場所後の番付編成会議にて2018年初場所での新入幕が決定した。
序ノ口まで落ちた十両経験者の入幕は琴別府に続き史上2人目。山梨県出身力士の入幕は、1988年春場所の大乃花以来29年10か月ぶりとなる。これに伴い、地元の新聞社は号外を発行した。
新入幕となった2018年1月場所では5日目まで2勝3敗と序盤は出遅れたが、12日目に勝ち越しを決め、10勝5敗で敢闘賞を受賞した。山梨県出身力士の幕内勝ち越しおよび三賞受賞は1983年秋場所の富士櫻以来34年4か月ぶり、また新入幕での二桁勝利および三賞受賞は山梨県出身力士として初めてとなった。続く3月場所は6枚半上昇の西前頭9枚目と、自己最高位を更新。白星スタートとなったものの、2日目からの5連敗もあって10日目の時点で3勝7敗と後がなくなった。しかし12日目の蒼国来戦を不戦勝で勝利する幸運もあり、残りを5連勝として8勝7敗と勝ち越しを決めた。この場所の5日目には栃煌山に珍しい決まり手である波離間投げで敗れた。通常は大柄の力士が小柄な力士に決めることの多い決まり手だが、対戦相手の栃煌山は竜電とほぼ同じ体格だった。9月場所はその場所の幕内最速となる9日目での勝ち越しを決め、10勝5敗と敢闘賞候補に挙がったが、票が足りずに見送りに。国技館内相撲記者クラブ会友の委員からは「竜電はもう少し進歩を見たい」と意見が出された。それでも本人は場所の相撲について「基礎をしっかりやっているので」と下半身の安定を感じ、さらに「攻める気持ちがあるので上体も起こされない」と好調を実感していた。
2019年1月場所は自身初となる幕内での連続負け越し。3月場所は東前頭11枚目まで番付を下げるが、この場所は11日目に勝ち越し。11日目の支度部屋では「今場所は立ち合いが全体的にいい。自分のやるべきことを考えるだけ」と好調を語った。3月場所は11日目に勝ち越しを決めるなど好調であったが12日目から2連敗。それでも14日目から残りの2番を勝って10勝5敗の2桁白星を挙げ、技能賞を受賞した。
同年2月1日に鹿児島県出身の5歳年上の看護師の女性との婚約を発表し、5月1日に入籍。6月9日に披露宴を行っている。
5月場所は西前頭5枚目と、自己最高位に近い番付で迎え、初日から3連勝。その後も好調を維持し、11日目には大関の豪栄道を引きずるような右上手出し投げで破った。翌12日目は初の結びで横綱鶴竜に挑んだが、金星獲得とはならなかった。それでも、13日目に小結・御嶽海を押し出して勝ち越しを決めると、14日目は実力者の関脇・逸ノ城との熱戦を制し、9勝目を挙げる。勝てば初の技能賞の千秋楽の小結・碧山戦は、これまで3回対戦して1度も勝ったことのない合口の悪い相手だった。しかし、重い突き押しをあてがってしのぎ、左上手を取ると豪快に投げて快勝。初の技能賞を獲得して「一番うれしい賞です。そんなに技能はないけど」と謙遜しながらもうれしそうだった。7月場所は新小結に昇進。山梨県からは1972年9月場所で新小結の富士櫻以来、3人目の三役。関取経験者が序ノ口に陥落した後に新三役を果たすのは史上初。この場所は2日目に大関・高安を取り直しの末に寄り倒し、翌3日目も大関・栃ノ心を鮮やかな上手出し投げで転がして2日連続大関撃破の殊勲。しかし、それ以降は3連敗、5連敗を喫するなど負けが込み、11日目に負け越しが決定。同時に三役陥落も決まった。終盤戦は格下力士とばかりだったが思うように白星を伸ばせず、4勝11敗と大敗を喫して跳ね返された格好となった。続く秋場所は西前頭5枚目と大きく番付を落として迎えた。場所前には「先場所負けた分くらい勝ちたい」と誓ったが、2勝1敗で迎えた4日目から勇み足で敗れる（6日目の琴恵光戦）など4連敗。8日目からは立て直して4連勝し、11日目にはここまで2敗と好調でこの場所優勝した関脇・御嶽海を押し出しに破ったが、そこからは大関の豪栄道、栃ノ心、関脇・貴景勝といった上位力士との対戦が相次いで組まれ、力及ばず3連敗を喫し、14日目に2場所連続の負け越しが決定した。しかし、千秋楽は碧山を引っ掛けに仕留め、連敗を3で止めて7勝8敗でこの場所を終えた。西前頭5枚目に番付が据え置かれた九州場所は、場所を通して波に乗れず、14日目に小結の朝乃山に寄り切られ、関取になって初めての3場所連続負け越しを喫し、千秋楽も小結・北勝富士にまるでいいところなく敗れ、6勝9敗に終わった。11月場所は優勝争いに加わったが13日目に4敗目を喫して脱落。その後も残り全て黒星となり、場所を9勝6敗の平凡な勝ち越しで終えた。
2021年1月・3月場所は連続負け越し、5月場所は師匠の判断で休場となった。その後、新型コロナウイルス対応ガイドライン違反により、5月場所から起算される形で3場所の出場停止となった（後述）。
11月場所で復帰。同場所は7戦全勝で約9年ぶり2度目の幕下優勝。リモート取材には7番相撲で幕下優勝を決めた際にこの場所初めて応じ、「相撲を取らせていただけるだけでありがたいです。初心に返って一からやってきました。協会のルールを破って、しっかり反省した」と、心境を語った。師匠からは「頑張っていいところを見せることが恩返しだ」と言われたという。
2022年3月場所に4場所ぶりとなる十両復帰。出場停止明けの西幕下47枚目から2場所での十両復帰は最短。東十両13枚目の地位を与えられた3月場所は、13勝2敗で十両優勝を果たした。翌5月場所の成績次第で再入幕を狙える番付に上がる見込みとなった。千秋楽の取組後の取材では「相撲をとれることがうれしいです。また感謝して、これからもやっていきたいです」と語った。9月場所は5日目まで1勝4敗と滑り出しは悪かったものの残りを全て勝って、優勝した玉鷲とは2差だが結果的に終始優勝争いをしていた髙安、若隆景に並ぶ優勝次点の11勝4敗となった。
2025年1月場所は、14場所連続で務めた幕内から陥落したが、翌3月場所で幕内に復帰した。5月場所後、同一門の大の里の横綱昇進に伴い、横綱土俵入りの露払いを務めることになった。7月場所では再び十両に陥落した。

## 新型コロナウイルス対応ガイドライン違反

### 問題の判明と処分決定までの経緯
2021年5月7日、竜電が相撲協会の新型コロナウイルス感染症対応ガイドラインに抵触する行動を起こした疑いがあることを協会が発表した。詳細は調査中で処分対象であるかは明らかになっていないが、師匠の9代高田川から協会に申し入れがあり、5月場所は休場が決まっているという。同月8日に尾車事業部長がマスコミの取材に応じ、コンプライアンス委員会（青沼隆之委員長＝元名古屋高検検事長）が調査し、その結果、処分案件とわかった場合には場所後に竜電に対する処分を検討すると述べた。
同月19日、竜電がガイドライン違反を問われた原因として、竜電と3年間愛人関係にあった女性とのトラブルが報道された。
記事によると、女性は竜電のファンで、2018年4月に知人とともに竜電と会食したのをきっかけに親密な関係となった。後日、婚約者がいることを明かされたが、女性は竜電への気持ちを断ち切れなかった。2019年2月に竜電が結婚してからも関係は続き、巡業や本場所の度に竜電の宿泊先のホテルで逢瀬を重ねたという。その折に竜電は避妊をしておらず、女性はそれを「子どもが出来ても構わない・経済的に女性と子どもを養う覚悟」と受け取ったのだという。
同年11月に女性の妊娠が判明、女性は年齢的にも最後のチャンスであることから出産を望んだ。しかし竜電の強い求めで中絶手術となり、女性は竜電から慰謝料として約500万円を受け取った。中絶後、自責の念でうつ状態になった女性は「もう一回妊娠させてほしい、それで縁が切れてもいいから」「そうしないと生きていけない。それくらい辛い」と求め、竜電はそれを承諾。2020年3月にも妊娠が判明したが、稽留流産となった。その後も女性は竜電と逢瀬を重ねていたが、2021年4月にLINEで関係の清算を告げられた。竜電は妻や弁護士に打ち明けており、示談を持ち掛けたが拒否されたという。
竜電と女性との関係を知った妻はすぐに師匠の9代高田川に相談し、不要不急の外出を禁じた協会の感染症対応ガイドライン違反が疑われたため、協会に申し入れが行われたと報じられている。
同月27日、相撲協会の理事会で竜電の処分について話し合われた。コンプライアンス委員会の調査によると、竜電は2020年3月から2021年1月にかけて本場所中および本場所前に計25回不要不急の外出をして女性と逢瀬を重ねていたという。同委員会は「弟弟子が死亡する悲劇を経験し他の協会員以上に外出禁止の順守が求められていたのを理解できないのでは、相撲道に反すると非難されても致し方ない」と竜電には出場停止の懲戒処分、協会副理事でもある師匠についても指導監督責任は免れないとして報酬減額の懲戒処分を相当とする処分意見答申を行った。
理事会は、竜電を「出場停止3場所」、師匠の9代高田川を「6カ月間、20%の報酬減額」処分とした。全休した5月場所から起算されるため、出場停止期間は9月場所までとなる。

### 処分決定後の反応
ネット上では処分に関して「不倫相手と会うために阿炎を大きく上回る回数の外出を重ね、阿炎と異なり引責の意を込めて引退届を提出することもしていない竜電が同程度の処分にとどまったのはおかしい」「処分の基準が分からない」という不満が噴出した。また、阿炎が処分明け後苦戦せず関取に復帰したことから、出場停止処分そのものに意味があるかどうかという疑問の声も聞かれた。
5月31日放送のフジテレビ「バイキングMORE」で女性は2時間半のインタビューに応じ、処分について「私個人では（土俵に）上がらせないとかもちろんできないので複雑」と話している。別れを告げられたことに納得がいかず、弁護士を通じて竜電と話したがどうにもできなかったとしている。
同番組に出演したフジテレビ相撲専属レポーターの取材によると、この問題の発覚は2021年のはじめに高田川部屋に女性からメールが来たことからであった。9代高田川夫妻は驚き、部屋の力士を一人ずつ呼び出して問いただしたところ、竜電が認めた。師匠の前では怖くて本当のことを言わないだろうと第三者を入れて、時間をかけて事情聴取を行っている。そして処分について考慮していたときに、女性が相撲協会に駆け込んだことから休場させる判断となったという。竜電の妻は竜電と女性との間のメールも全て読み大変な衝撃を受けた。メールの内容から竜電が追い立てられていたことが読み取れるところがあり、妻として何故気付けなかったのかと自責の念にかられたという。竜電とは別れず、支えていく意向とのこと。
相撲ライターの西尾克洋は、相撲協会が竜電を処分したのはあくまでもコロナウイルス対応ガイドライン違反に対してであり、不倫についての処罰ではないことを指摘し、不倫は個人間の問題として処理するほうが合理的だと述べている。西尾は「『竜電』という名前を見るのも正直なところ嫌悪するほどだ」としているが、むしろ不倫について処分を受けない方が本人にとっては土俵上は針の筵、ネット上では罵声が飛び交い、より残酷な事態だろうと予想している。
6月9日には甲府市内で山梨後援会の理事会が開かれた。出席者からは「後援会を休会したほうがいい」との意見もあったという。しかし「親方の下、高田川部屋で謹慎」している竜電の謝罪文、師匠の9代高田川から「相撲だけでなく人間として再教育をしていく」旨の文書、また竜電の妻からは「夫婦で話し合い、大きな反省をし、心身ともに鍛え直すため歩み出した夫を妻としてこれからも支える」意向の文書が寄せられていた。「後援会としてもワンチャンスを与えてあげて欲しい」という後援会長のとりなしもあり、「竜電の行為は許されない」としながらも、引き続き竜電の後援をしていくことを確認した。

## 取り口
両差しになって前に出るのが竜電の相撲。2018年1月場所のように、先手を取って攻め、両差しになる相撲が冴え渡ると好成績を残せる。一方、小兵には手を焼く面があり、2018年1月場所5日目の石浦戦に関しては「小さい相手が苦手なんでいやだったんですけど」と同年3月場所前のインタビュー記事で答えている。2018年1月場所時点では、幕内上位で活躍する力士に対しては力量の差から両差しになっても攻め切れない一面がある。

## エピソード
- 入門前は母の作ったカレーライスで体を作った[50]。
- ファンに求められても、サインは書かない主義[要出典]。
- 妻からは「おでんくん」と呼ばれている[3]。
- 喋り出すと余計なことを言ってしまい取組相手への利敵行為を行うことになりかねないため、場所中の取材は受け付けない方針[51]。
- 2009年の大相撲を振り返る番組「大相撲 とことんいいます」（同年12月29日・NHKで放送）では、舞の海や好角家のデーモン小暮閣下らから、隠岐の海と共に今後の活躍を期待する存在として話に上がった。幕下の力士が候補に上がることは極めて異例。
- 新十両昇進時に山梨スピリッツが組んだ特集には関取昇進の近い竜電が泣きべそをかくほどに厳しい9代高田川の指導の様子が報じられ、竜電はその特集で「できると思ってるから親方はやらせてくれる。だから逃げることはできない」と猛稽古を課したことに謝意を表していた。[52]
  - 2017年11月の時点でも竜電は稽古の厳しさから9代高田川が怖く、朝が来るのを恐れているという[8]。
- 2017年6月1日、甲斐市立竜王小学校を訪れ、はしゃぐ児童と相撲を取るなど交流をした。竜電は、同じ高田川部屋の弟弟子で県出身の勝武士（当時三段目）と共に訪れ、同校の全児童約440人が出迎えた。竜電らが体育館に姿をみせると児童は「大きい」「強そう」などと歓声を上げて、クイズや相撲を通して交流した。質問コーナーもあり、竜電が、きつい稽古があるため、朝ごはんは食べないことや回転ずしでは勝武士と合わせて100皿近く食べることなどを披露。児童は驚きの声を上げながら笑顔を見せた。「夢をかなえるには何が必要か」との質問には「我慢して諦めず努力し続けることが重要」と回答。けがに苦しみながらも昨年、4年ぶりに十両に復帰した自らの経験をもとに、後輩を激励していた[53]。
- 2020年5月13日に、勝武士が新型コロナウイルス感染症による多臓器不全で死去。悲しみの対面はタブレット端末越しであった。力士に対しては相撲協会から外出禁止令が出ており、また感染防止の観点からであるという[54]。同年6月1日に、相撲協会を通じてコメントを出し、小学生の頃から22年の付き合いで弟のような存在であったと勝武士を悼んだ[55]。

- 2020年8月19日、竜王中学校の柔道部顧問の佐々木秀人が死去。竜電と柔道部同期である長男によると、約一年前から肝臓や腎臓を患い、入退院を繰り返していたという[56]。

- 2020年11月場所直前の記事によると、怪我の恐怖は常にあるものの相撲を辞めたいと思ったことはないという[51]。
- 2022年の名古屋場所で妙義龍に勝って幕内で十両優勝を決めた。

- 大の里の横綱昇進を機に、彼の横綱土俵入りの露払いに指名された[57]。

## 略歴
- 2006年3月場所 - 初土俵。2番出世。
- 2006年5月場所 - 序ノ口
- 2006年7月場所 - 序二段
- 2007年3月場所 - 三段目
- 2008年3月場所 - 幕下
- 2009年7月場所 - 幕下優勝同点
- 2012年9月場所 - 幕下優勝
- 2012年11月場所 - 新十両
- 2014年9月場所 - 序ノ口優勝
- 2014年11月場所 - 序二段優勝
- 2015年1月場所 - 三段目優勝
- 2016年11月場所 - 返り十両
- 2018年1月場所 - 新入幕、初三賞
- 2019年7月場所 - 新三役
- 2021年7月場所　- 十両陥落
- 2021年9月場所 - 幕下陥落
- 2021年11月場所 - 幕下優勝
- 2022年3月場所 - 返り十両
- 2022年9月場所 - 返り入幕

## 主な成績
2025年7月場所終了現在

### 通算成績
- 通算成績：591勝508敗99休（114場所）
- 幕内成績：243勝282敗15休（36場所）

### 各段優勝
- 十両優勝：2回（2022年3月、7月場所）
- 幕下優勝：2回（2012年9月場所、2021年11月場所）
- 三段目優勝：1回（2015年1月場所）
- 序二段優勝：1回（2014年11月場所）
- 序ノ口優勝：1回（2014年9月場所）

### 三賞・金星
- 三賞：2回
  - 敢闘賞：1回（2018年1月場所）
  - 技能賞：1回（2019年5月場所）
- 金星：なし

### 場所別成績
| | 一月場所 初場所（東京） | 三月場所 春場所（大阪） | 五月場所 夏場所（東京）      | 七月場所 名古屋場所（愛知） | 九月場所 秋場所（東京）    | 十一月場所 九州場所（福岡） |
| --- | ----------------------- | ----------------------- | ---------------------------- | --------------------------- | -------------------------- | --------------------------- |
| 2006年 （平成18年） | x                       | （前相撲）              | 西序ノ口28枚目 4–3           | 西序二段120枚目 6–1         | 西序二段39枚目 3–4         | 西序二段59枚目 5–2          |
| 2007年 （平成19年） | 東序二段20枚目 4–3      | 西三段目100枚目 4–3     | 西三段目81枚目 3–4           | 西三段目91枚目 5–2          | 西三段目60枚目 5–2         | 西三段目34枚目 3–4          |
| 2008年 （平成20年） | 西三段目49枚目 6–1      | 西幕下59枚目 2–5        | 西三段目21枚目 3–4           | 西三段目36枚目 4–3          | 東三段目20枚目 6–1         | 西幕下42枚目 3–4            |
| 2009年 （平成21年） | 東幕下52枚目 6–1        | 西幕下25枚目 2–5        | 東幕下38枚目 3–4             | 西幕下46枚目 6–1            | 西幕下19枚目 4–3           | 東幕下15枚目 5–2            |
| 2010年 （平成22年） | 西幕下9枚目 3–4         | 東幕下15枚目 2–5        | 東幕下29枚目 4–3             | 西幕下24枚目 2–5            | 東幕下39枚目 3–4           | 東幕下46枚目 5–2            |
| 2011年 （平成23年） | 東幕下33枚目 4–3        | 八百長問題 により中止   | 東幕下27枚目 4–3             | 西幕下14枚目 3–4            | 西幕下17枚目 5–2           | 西幕下8枚目 4–3             |
| 2012年 （平成24年） | 西幕下6枚目 2–5         | 西幕下14枚目 6–1        | 東幕下5枚目 3–4              | 西幕下8枚目 3–4             | 西幕下12枚目 優勝 7–0      | 西十両12枚目 4–5–6          |
| 2013年 （平成25年） | 東幕下4枚目 2–5         | 東幕下10枚目 休場 0–0–7 | 西幕下50枚目 休場 0–0–7      | 西三段目30枚目 1–2–4        | 東三段目69枚目 休場 0–0–7  | 東序二段30枚目 休場 0–0–7   |
| 2014年 （平成26年） | 西序ノ口10枚目 1–0–6    | 西序ノ口7枚目 1–0–6     | 東序ノ口筆頭 1–0–6           | 東序ノ口14枚目 1–0–6        | 西序ノ口17枚目 優勝 7–0    | 西序二段11枚目 優勝 7–0     |
| 2015年 （平成27年） | 東三段目20枚目 優勝 7–0 | 東幕下14枚目 2–5        | 東幕下28枚目 6–1             | 東幕下10枚目 2–5            | 東幕下25枚目 5–2           | 西幕下11枚目 4–3            |
| 2016年 （平成28年） | 東幕下9枚目 3–4         | 西幕下13枚目 6–1        | 東幕下3枚目 3–4              | 東幕下7枚目 5–2             | 西幕下2枚目 4–3            | 東十両13枚目 9–6            |
| 2017年 （平成29年） | 西十両10枚目 9–6        | 西十両8枚目 6–9         | 東十両12枚目 9–6             | 西十両8枚目 9–6             | 東十両5枚目 8–7            | 西十両2枚目 8–7             |
| 2018年 （平成30年） | 東前頭16枚目 10–5 敢    | 西前頭9枚目 8–7         | 東前頭7枚目 3–12             | 西前頭15枚目 8–7            | 東前頭13枚目 10–5          | 西前頭3枚目 6–9             |
| 2019年 （平成31年 /令和元年） | 東前頭7枚目 6–9         | 東前頭11枚目 10–5       | 西前頭5枚目 10–5 技          | 西小結 4–11                 | 西前頭5枚目 7–8            | 西前頭5枚目 6–9             |
| 2020年 （令和2年） | 西前頭8枚目 10–5        | 東前頭5枚目 6–9         | 感染症拡大 により中止        | 西前頭6枚目 7–8             | 東前頭7枚目 6–9            | 東前頭10枚目 9–6            |
| 2021年 （令和3年） | 東前頭6枚目 4–11        | 西前頭10枚目 6–9        | 東前頭14枚目 出場停止 0–0–15 | 東十両9枚目 出場停止 0–0–15 | 東幕下7枚目 出場停止 0–0–7 | 西幕下47枚目 優勝 7–0       |
| 2022年 （令和4年） | 東幕下5枚目 6–1         | 東十両13枚目 優勝 13–2  | 西十両3枚目 9–6              | 東十両筆頭 優勝 12–3        | 西前頭12枚目 11–4          | 西前頭6枚目 9–6             |
| 2023年 （令和5年） | 東前頭5枚目 9–6         | 西前頭2枚目 2–13        | 東前頭10枚目 5–10            | 東前頭15枚目 10–5           | 西前頭6枚目 6–9            | 東前頭10枚目 10–5           |
| 2024年 （令和6年） | 東前頭5枚目 3–12        | 東前頭13枚目 6–9        | 東前頭14枚目 10–5            | 東前頭8枚目 3–12            | 西前頭14枚目 8–7           | 東前頭13枚目 4–11           |
| 2025年 （令和7年） | 東十両3枚目 11–4        | 東前頭14枚目 6–9        | 東前頭15枚目 5–10            | 西十両筆頭 8–7              | x                          | x                           |
| 各欄の数字は、「勝ち-負け-休場」を示す。 優勝 引退 休場 十両 幕下 三賞：敢=敢闘賞、殊=殊勲賞、技=技能賞 その他：★=金星 番付階級：幕内 - 十両 - 幕下 - 三段目 - 序二段 - 序ノ口 幕内序列：横綱 - 大関 - 関脇 - 小結 - 前頭（「#数字」は各位内の序列） |                         |                         |                              |                             |                            |                             |

## 合い口
いずれも2025年7月場所終了現在。
（以下は最高位が横綱・大関の現役力士）
- 横綱・豊昇龍には1勝3敗。
- 大関・琴櫻には3勝4敗。
- 元大関・髙安には2勝6敗。
- 元大関・朝乃山には5勝8敗。
- 元大関・正代には3勝10敗。
- 元大関・御嶽海には10勝2敗。
- 元大関・霧島には2勝3敗。

（以下は最高位が横綱・大関の引退力士）
- 元横綱・白鵬には3敗。
- 元横綱・鶴竜には3敗。
- 元横綱・照ノ富士には3敗。
- 元大関・琴奨菊には4勝2敗。
- 元大関・豪栄道には1勝3敗。
- 元大関・栃ノ心には6勝2敗。
- 元大関・貴景勝には1勝4敗。

## 幕内対戦成績
| 力士名   | 勝数 | 負数 | 力士名   | 勝数 | 負数 | 力士名   | 勝数 | 負数 | 力士名   | 勝数 | 負数 |
| -------- | ---- | ---- | -------- | ---- | ---- | -------- | ---- | ---- | -------- | ---- | ---- |
| 碧山     | 8    | 7    | 安青錦   | 1    | 0    | 天空海   | 0    | 2    | 朝紅龍   | 0    | 2    |
| 朝乃山   | 5    | 8    | 東龍     | 2    | 0    | 熱海富士 | 1    | 2    | 阿炎     | 4    | 6    |
| 安美錦   | 0    | 1    | 荒鷲     | 2    | 1    | 勢       | 1    | 2    | 石浦     | 3    | 5    |
| 逸ノ城   | 1    | 1    | 一山本   | 2    | 5    | 宇良     | 1    | 2    | 遠藤     | 4    | 8    |
| 炎鵬     | 2    | 3    | 欧勝馬   | 1    | 3    | 阿武剋   | 1    | 1    | 阿武咲   | 6    | 5    |
| 王鵬     | 3    | 2    | 隠岐の海 | 4    | 6    | 魁聖     | 4    | 1    | 鶴竜     | 0    | 3    |
| 嘉陽     | 1    | 0    | 北の若   | 1    | 1    | 旭大星   | 1(1) | 0    | 霧馬山   | 2    | 3    |
| 金峰山   | 5    | 0    | 豪栄道   | 1    | 3    | 豪ノ山   | 0    | 4    | 琴恵光   | 7    | 5    |
| 琴ノ若   | 3    | 4    | 琴奨菊   | 4    | 2    | 琴勝峰   | 3(1) | 5    | 琴勇輝   | 1    | 2    |
| 佐田の海 | 9    | 10   | 獅司     | 3    | 0    | 島津海   | 1    | 0    | 志摩ノ海 | 1    | 1    |
| 正代     | 3    | 10   | 松鳳山   | 4    | 1    | 白熊     | 1    | 1    | 蒼国来   | 1(1) | 1    |
| 大奄美   | 1    | 3    | 大栄翔   | 5    | 9    | 大翔鵬   | 2    | 1    | 大翔丸   | 3    | 1    |
| 貴景勝   | 1    | 4    | 貴ノ岩   | 0    | 2    | 隆の勝   | 3    | 7    | 髙安     | 2    | 6    |
| 宝富士   | 4    | 13   | 豪風     | 1    | 0    | 尊富士   | 0    | 1    | 玉正鳳   | 1    | 0    |
| 玉鷲     | 6    | 6    | 美ノ海   | 2    | 2    | 千代翔馬 | 3    | 7    | 千代大龍 | 5    | 3    |
| 千代の国 | 0    | 2    | 千代丸   | 3    | 1    | 剣翔     | 6    | 1    | 照強     | 4    | 2    |
| 照ノ富士 | 0    | 3    | 時疾風   | 1    | 3    | 栃大海   | 1    | 0    | 德勝龍   | 2    | 1    |
| 栃煌山   | 0    | 2    | 栃ノ心   | 6    | 2    | 翔猿     | 1    | 3    | 友風     | 3    | 0    |
| 豊ノ島   | 1    | 0    | 錦木     | 6    | 5    | 錦富士   | 7(1) | 1    | 伯桜鵬   | 1    | 0    |
| 白鵬     | 0    | 3    | 英乃海   | 2    | 0    | 平戸海   | 2    | 2    | 武将山   | 1    | 2    |
| 豊昇龍   | 1    | 3    | 北青鵬   | 2(1) | 1    | 北勝富士 | 7    | 13   | 御嶽海   | 10   | 2    |
| 水戸龍   | 2    | 0    | 翠富士   | 0    | 7    | 妙義龍   | 6    | 6    | 明生     | 5(1) | 6    |
| 矢後     | 1    | 0    | 豊山     | 6    | 2    | 嘉風     | 5    | 2    | 狼雅     | 1    | 5    |
| 若隆景   | 0    | 3    | 若元春   | 0    | 2    |          |      |      |          |      |      |

※カッコ内は勝数、負数の中に占める不戦勝、不戦敗の数。太字は2025年7月場所終了現在、現役力士。

## 改名歴
- 竜電 剛至（りゅうでん ごうし）2006年3月場所 -